# Франше, Адриен Рене
Адрие́н Рене́ Франше́ (фр. Adrien René Franchet, 1834—1900) — французский ботаник-систематик XIX века.
Франше внёс большой вклад в систематику растений Дальнего Востока. Он тщательно исследовал и описал собрания растений, собранные французскими миссионерами и коллекционерами растений Арманом Давидом, Жан-Мари Делавэ (фр. Pierre Jean Marie Delavay, 1834—1895), Полем Фаржем (фр. Paul Guillaume Farges, 1844—1912) и другими.
Франше изучал также флору «малой родины» — французского департамента Луар и Шер, мыса Горн, французской колонии Конго.
Адриен Франше произвёл почти всю обработку обширных ботанических коллекций и гербария Давида, результаты обработки изложены им в двух томах труда лат. «Plantae davidianae ex sinarum imperio» (Растения Давида из Китайской империи, 1884—1888). В первом томе описано 1 175 видов растений Монголии и северного и центрального Китая, причём 84 вида явились новыми для ботаников, во втором — 402 вида растений, собранных Давидом в восточном Тибете, и среди них — 163 новых, ранее неизвестных науке.
Франше ввёл в науку множество новых родов растений, среди них такие ныне известные, как Номохарис (Nomocharis) (1889) семейства Лилейные (Liliaceae) и Фаргезия (Fargesia) (1893) семейства Злаки (Poaceae).
В честь Франше ботаниками были названы 4 рода растений — Franchetella Pierre (1890) семейства Сапотовые (Sapotaceae), ещё одна Franchetella Kuntze (1891), на сей раз семейства Зонтичные (Apiaceae), Franchetia Baill. (1885) семейства Мареновые (Rubiaceae), и Sinofranchetia (Diels) Hemsl. (1907) семейства Лардизабаловые (Lardizabalaceae). Названия первых трёх не устоялись в научном обиходе, и ныне эти растения называются — первое Путерия (Pouteria Aubl.), второе Гетероморфа (Heteromorpha Cham. & Schlecht, nom. cons.), третье Бреония (Breonia A.Rich. ex DC.)

## Основные печатные труды
- Enumeratio plantarum in Japonia sponte crescentium hucusque rite cognitarum, adjectis descriptionibus specierum pro regione novarum, quibus accedit determinatio herbarum in libris japonicis So Mokou Zoussetz xylographice delineatarum : deux volumes (лат.). — Paris: F. Savy, 1875—1879. — совместно с Полем Саватье (фр. Paul Amedée Ludovic Savatier, 1830—1891)
- Mission G. Révoil aux pays Çomalis. Faune et flore (фр.). — Paris: J. Tremblay, 1882.
- Plantae davidianae ex sinarum imperio : deux volumes (лат.). — Paris: G. Masson, 1884—1888.
- Flore de Loir-et-Cher, comprenant la description, les tableaux synoptiques et la distribution géographique des plantes vasculaires qui croissent spontanément ou qui sont généralement cultivées dans le Perche, la Beauce et la Sologne, avec un vocabulaire des termes de botanique (фр.). — Blois: E. Constant, 1885.
- La partie intitulée Phanérogamie dans la Mission scientifique du cap Horn, 1882—1883 (фр.). — Paris: Ministères de la Marine et de l'Instruction publique, 1889. — Vol. V. Botanique.
- Contributions à la flore du Congo français. Famille des graminées (фр.). — Autun: Imprimerie de Dejussieu père et fils, 1896.

Труды этого автора можно найти в интернет-библиотеке Gallica. Следует произвести поиск (фр. Recherche) по фамилии.